# Koji Funamoto
Koji Funamoto (船本 幸路, Funamoto Koji, Hiroshima, 12 augustus 1942) is een Japans voormalig voetballer die als doelman speelde.

## Clubcarrière
In 1958 ging Funamoto naar de Hiroshima University High School, waar hij in het schoolteam voetbalde. Nadat hij in 1961 afstudeerde, ging Funamoto spelen voor Toyo Industries. 1965 werd de ploeg opgenomen in de Japan Soccer League, de voorloper van de J1 League. Met deze club werd hij in 1965, 1966, 1967, 1968 en 1970 kampioen van Japan. Funamoto veroverde er in 1965, 1967 en 1969 de Beker van de keizer. In 11 jaar speelde hij er 166 competitiewedstrijden. Funamoto beëindigde zijn spelersloopbaan in 1975.

## Japans voetbalelftal
Koji Funamoto debuteerde in 1967 in het Japans nationaal elftal en speelde 19 interlands.

## Statistieken
| Japans voetbalelftal | Japans voetbalelftal | Japans voetbalelftal |
| Jaar                 | Wed.                 | Dlp.                 |
| -------------------- | -------------------- | -------------------- |
| 1967                 | 1                    | 0                    |
| 1968                 | 1                    | 0                    |
| 1969                 | 1                    | 0                    |
| 1970                 | 1                    | 0                    |
| 1971                 | 0                    | 0                    |
| 1972                 | 5                    | 0                    |
| 1973                 | 2                    | 0                    |
| 1974                 | 0                    | 0                    |
| 1975                 | 8                    | 0                    |
| Totaal               | 19                   | 0                    |